# 沃希尼翁
沃希尼翁（法語：Vauchignon，法語發音：[voʃiɲɔ̃]）是法国科多尔省的一个旧市镇，属于博讷区。2017年，沃希尼翁与市镇大科尔莫合并为新市镇科尔莫-沃希尼翁。

## 地理
沃希尼翁（46°58'34"N, 4°38'39"E）面积4.24 平方千米，位于法国勃艮第-弗朗什-孔泰大區科多尔省，该省份为法国中东部省份，北起奥布省，西接涅夫勒省和约讷省，南至索恩-卢瓦尔省，东南接汝拉省，东临上索恩省，东北部与上马恩省接壤。
与沃希尼翁接壤的市镇（或旧市镇、城区）包括：桑托斯、大科尔莫、拉罗什波。

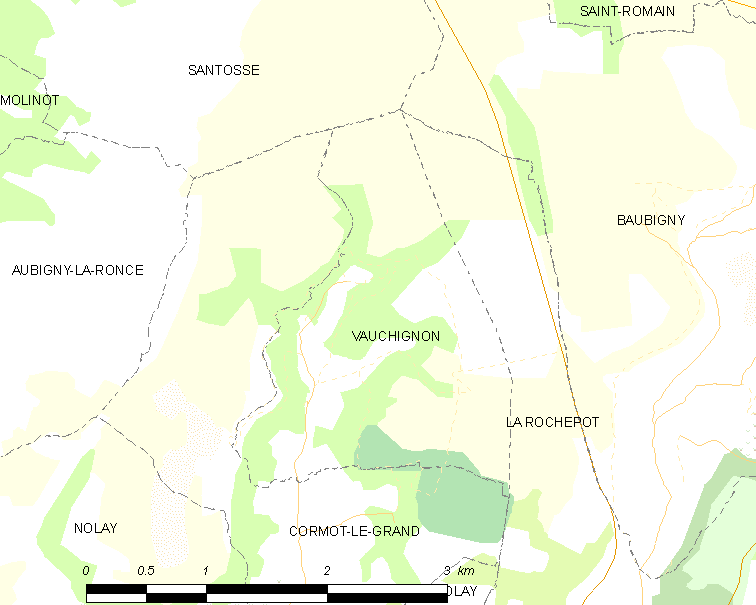
沃希尼翁的OSM定位图

沃希尼翁的时区为UTC+01:00、UTC+02:00（夏令时）。

## 行政
沃希尼翁的邮政编码为21340，INSEE市镇编码为21658。

## 政治
沃希尼翁所属的省级选区为阿尔奈勒迪克县。

## 人口

1962-2008年间沃希尼翁人口变化图示

沃希尼翁于2013；1968年3月1日；1975年2月20日；1982年3月4日；1990年3月5日；1999年3月8日；2006年1月1日；2011年1月1日时的人口数量为42人。